# Donizete Oliveira
Donizete Francisco de Oliveira (Bauru, 21 febbraio 1968) è un ex calciatore brasiliano, di ruolo centrocampista.

## Palmarès

### Club

#### Competizioni internazionali
- Coppa Master di Coppa CONMEBOL: 1

San Paolo: 1996
- Coppa Libertadores: 1

Cruzeiro: 1997
- Recopa Sudamericana: 1

Cruzeiro: 1998